# 治水工事
治水工事（ちすいこうじ）とは、河川で行う改良工事。治水対策の一つ。河道の浚渫・拡張などにより水流を円滑にし、築堤を行うことで河川の氾濫などを防ぎ、運輸・灌漑の効率性をあげることを目的とする。上流の森林整備や土砂災害対策と合わせて、治山治水事業とよぶこともある。

## 歴史
- 詳細は治水#歴史#日本を参照のこと。

奈良時代の頃には近畿地方、特に平城京に人口が集中。燃料の確保のため、周辺の森林が伐採され土砂流出が顕著になり河川が閉塞、降雨時には氾濫を繰り返した。このため、しばしば河道掘削工事が行われた。また、地方においても780年に坂上田村麻呂が北上川にて、舟運を目的とした治水工事を行った記録が残されている。
戦国時代には強大な大名権力を持つ戦国大名が出現し、労働力を動員して大規模な治水事業を推進する例が見られる。甲斐国（山梨県）においては武田信玄が堤防の改修工事（信玄堤の造成）を行い、新田開発を行ったことが知られる。